# Ян Кезгайлович
Ян Кезгайлович (лит. Jonas Kęsgaila; бл. 1415–1485) — державний та військовий діяч Великого князівства Литовського з литовського боярського роду Кезгайлів, син Кезгайла Волімонтовича та Гелени.

## Біографія
З 1449 року був старостою жемайтійським, і водночас з 1478 був каштеляном віленським. У 1451 році отримав від великого князя Казимира IV Ягеллончика маєток Мстибогів у Волковиському повіті. Після смерті батька також одідичив частку Дяволтову, Крожів та інші землі в Литві та Білорусі. Став одним з найбагатших магнатів ВКЛ після смерті бездітних братів Михайла та Добеслава Кезгайловичів. Мав двох синів — Станіслава та Миколая, від яких пішли дві гілки Кезгайлів.